# Zalán Pekler
Zalán Tibor Pekler (Komárom, 8 de febrero de 2000) es un deportista húngaro que compite en tiro, en la modalidad de rifle.
En los Juegos Europeos de Cracovia 2023 consiguió dos medallas de oro, en rifle 3 posiciones 50 m y rifle 10 m mixto. Ganó una medalla de oro en el Campeonato Europeo de Tiro en 10 m de 2025.

## Palmarés internacional
| Juegos Europeos    | Juegos Europeos     | Juegos Europeos | Juegos Europeos         |
| Año                | Lugar               | Medalla         | Prueba                  |
| ------------------ | ------------------- | --------------- | ----------------------- |
| 2023               | Breslavia (Polonia) | Medalla de oro  | Rifle 3 posiciones 50 m |
| 2023               | Breslavia (Polonia) | Medalla de oro  | Rifle 10 m mixto        |
| Campeonato Europeo |                     |                 |                         |
| Año                | Lugar               | Medalla         | Prueba                  |
| 2025               | Osijek (Croacia)    | Medalla de oro  | Rifle 10 m solo         |